# Laax
Laax est une commune suisse du canton des Grisons, située dans la région de Surselva.

## Domaine skiable
Le domaine skiable de Laax est l'un des plus importants de Suisse. Il est desservi par l'un des plus modernes réseaux de remontées mécaniques de Suisse.
Il est constitué des sous-domaines situés sur les communes de Laax (central), Flims et Falera.
Laax
Situé au cœur du domaine skiable, il n'est toutefois pas le sous-domaine le plus important. Un télécabine en deux tronçons part du village. Le point culminant du domaine est situé au niveau du glacier du Vorab (3 018 m).
Flims
Le sous-domaine est situé au nord-est de Laax.
Falera
Le sous-domaine est situé au sud-ouest de Laax. Il est équipé de cinq télésièges principaux, ainsi que de la majorité d’un parc de — courts — téléskis du domaine entier. Le versant orienté vers le village est équipé, ainsi qu'un versant relativement isolé à Lavadinas, qui représente par ailleurs le sommet du sous-domaine et offrant de nombreuses possibilités de ski hors-piste.
La station communique sur le fait qu'elle a aménagé le plus grand half-pipe au monde. La saison hivernale commence généralement à la fin novembre et se termine vers la mi-avril.
Après Zermatt, le forfait de ski journalier — CHF 76 en 2016 — y est le deuxième plus cher de Suisse et d'Europe. Le domaine compte 19 restaurants d'altitude et huit bars sur les pistes.
Il est possible de pratiquer le ski de fond sur un domaine situé entre 750 et 1 600 m d'altitude. Six kilomètres de pistes sont éclairées pour la pratique nocturne.

Vue aérienne (1949)